# Ткаченко, Семён Михайлович
Семен Михайлович Ткаченко (1901—1968) — украинский советский театральный режиссёр

.
Директор Киевского театра имени Франко, ректор Киевского института театрального искусства, профессор. Отец актрисы Юлии Ткаченко.
Умер в 1968 году. Похоронен в Киеве на Байковом кладбище.